# St. Clair County (Michigan)
St. Clair County is een county in de Amerikaanse staat Michigan.
De county heeft een landoppervlakte van 1.876 km² en telt 164.235 inwoners (volkstelling 2000). De hoofdplaats is Port Huron.